# Cambio de sexo
Cambio de sexo és una pel·lícula espanyola dirigida per Vicente Aranda i protagonitzada per Victoria Abril que es va estrenar el 13 de maig de 1977. Està basada en una història real,

## Argument
José María, un tímid jove de 17 anys, és expulsat del seu institut, malgrat ser un estudiant aplicat, pel fet que la seva aparença femenina el fa objecte de les burles i l'assetjament de la resta dels nois. Això enfureix al seu pare que es proposa convertir-lo en un home. Per això el posa a treballar com a bracer en un caseriu, i per a completar el seu tractament se l'emporta amb ell a Barcelona de gresca masculina. En primer lloc van a un cabaret amb espectacles de striptease on José María queda impressionat en veure el nu integral d'una transsexual, Bibi Andersen. Allí es troben amb Fanny, una coneguda del seu pare que alterna en el cabaret, a qui li encarrega que desvirgui al seu fill. Però quan es queden solos en una habitació i en veure's pressionat a practicar el sexe amb una dona, el noi es posa a plorar i la rebutja violentament.
Decebut, el seu pare torna a portar-lo al caseriu i li anuncia que al mes següent repetiran l'experiència fins que aconsegueixi fer-lo un mascle. Llavors José María roba unes robes de dona i s'escapa, posant rumb de nou a Barcelona. Troba allotjament en la pensió de la comprensiva donya Pilar i es posa a treballar com a perruquer, i d'amagat es vesteix de dona prenent la identitat de María José. Quan descobreix un anunci al diari dient que la seva família el busca, envia una carta dient el seu parador i que està bé. Poc després ve a visitar-lo la seva germana, que sempre li ha donat suport, a qui li conta el seu secret.
Gràcies al seu treball a la perruqueria coneix Bibí Andersen i es fan amics. En un arravatament després de sofrir un desengany amorós, José María intenta tallar-se el penis amb una navalla d'afaitar, per la qual cosa és ingressat a l'hospital. Allí el visita Bibí i s'acomiada d'ell durant un mes perquè se'n va de viatge, però abans li fa prometre que no tornarà a cometre la mateixa bogeria. En sortir de l'hospital, José María torna amb la seva família i intenta portar una vida «normal».
Però aquesta vida de fingiment li atabala i torna a Barcelona, on es posa en contacte amb Bibí, que acaba d'arribar de Casablanca, on s'ha fet una operació de canvi de sexe. Bibí li proposa convertir-se en vedet al cabaret on ella treballa. Per a això se sotmet al tractament hormonal que inicia el seu canvi de sexe i a llargues sessions d'assajos de ball i cant, en les quals s'implica personalment el senyor Durán, l'amo del cabaret. Entre tots dos sorgeix un sentiment amorós que crea dificultats en la preparació artística per les inseguretats de tots dos i a més deslliga la gelosia de Bibí.
Finalment debuta en l'espectacle amb molt d'èxit, Durán es decideix a confessar el seu amor per ella i comencen una relació. Llavors María José es decideix a completar el seu canvi de sexe sotmetent-se a una vaginoplàstia a l'estranger.

## Repartiment
- Victoria Abril: José María / María José
- Bibiana Fernández: Bibí Ándersen
- Fernando Sancho: Pare de José María
- Maria Elías: Lolita, germana gran de José María
- Rafaela Aparicio: doña Pilar
- Lou Castel: Durán
- Daniel Martín: Pedro
- Rosa Morata: Fanny
- Montserrat Carulla: Mare de José María

## Context
Amb la transició a la democràcia a Espanya es comencen a tractar aquests temes que fins llavors havien estat tabú. En 1971 Jaime de Armiñán s'havia atrevit a insinuar el tema del canvi de sexe en la pel·lícula Mi querida señorita, protagonitzada per José Luis López Vázquez, però va ser aquesta pel·lícula la que ho va abordar per primera vegada a Espanya de manera explícita i sense embuts.